# Garzó Gyula
Garzó Gyula (Kecskemét, 1839. május 23. – Gyoma, 1908. augusztus 14.) református lelkész, tanár.

## Élete
Garzó István iparos és Czinábor Zsófia fia. A teológiát a pesti egyesült protestáns teológiai akadémián végezte. Tanárai közül nagy befolyást gyakorolt reá Székács, aki a homiletikát adta elő. Miután öt évig több úri családnál nevelősködött, magán- és elemi népiskolai tanító volt, 1861-ben nevelőnek ment Dessewffy Gyula házához Debrecenbe; innét decemberben a losonci református egyház hívta meg segédlelkésznek, ahol az egyesült protestáns gimnázium V. és VI. osztályaiban mint szaktanár is működött 1863. április végéig. Ekkor Nagymarosra ment helyettes lelkésznek és négy havi működés után Pestre Török Pál püspök mellé, ahol a lelkészi teendők mellett a népiskola egyik osztályát is vezette. Pár hónapi itteni működése után 1863 végén a gyönki gimnáziumba hívták meg rendes tanárnak, ahol nyolc évig szolgált és az intézetnek igazgatója is volt. 1872-ben a gyomai (Békés megye) egyház választotta meg lelkészének. A békésbánáti református egyházmegye tanácsbírája és a Békés Megyei Régészeti és Művelődéstörténeti Társaság igazgató-választmányi tagja. A gyomai egyházközség érdemei elismeréséül 1878-ban lelkészi díszpalásttal ajándékozta meg, húszéves lelkészsége emlékéül arcképét készíttette el és helyezte el tanácstermében.
Munkatársa 1870-től a Protestáns egyházi és Iskolai Lapnak (vezércikkek, kritikák és belmissiói munkálatok), a Margócsy József által szerkesztett Protestáns Egyházi Beszédtárnak a Magyar Protestáns Figyelőnek, a 12 ellenröpiratnak, a Protestáns Alkalmi Beszédtárnak, a Czelder Márton által szerkesztett Evangyéliomi Lelkészi Tárnak, a Békésmegyei Közlönynek, melynek több évig főmunkatársa is volt; irt a Balogh Ferenc által szerkesztett Evangyéliomi Protestáns Lapba, a Mitrovics Gyula által szerkesztett Sárospataki Lapokba s a Békésbe (1875. Szalai Sándor emlékezete stb.); a makói református egyház által a templom felavatása alkalmából 1883-ban kiadott füzetben tőle van a nép előtt tartott imádság és egyházi beszéd; a szegedi templomszentelés alkalmából 1845-ben kiadott Emlékiratban alkalmi beszéde.

## Munkái
- Néhai gróf Török Lajos cholera ellen alkalmazott rusztincturája s az ezen üldözött gyógyszer fényes sikerének okiratai. A szenvedő emberiség érdekében közrebocsátja. Kecskemét, 1873.
- Garzó Gyula gyomai ref. lelkész felelete Kovács István békésmegyei főorvos ur röpiratára. Mezőtúr, 1874. (K. I. a halottak elégetését javasolta, ez ellen küzd G. Gy.)
- Hatalmas dolgokat cselekedett az Ur! Egyházi beszéd, melyet az irsai ev. prot. egyház orgona-felavatási ünnepélye alkalmával, a folytatólag tartott magyar nyelvű isteni-tiszteleten mondott. Mezőtúr, 1879.
- Emlékirat a gyomai ref. templomtér ügyében. Békéscsaba, 1879.
- Péter és Pál földmívesek beszélgetése a babtisták lárvája alá rejtőzött nazarénusok szerencsétlen tévelygései felett. Irta: Népbarát. 1880.
- Konfirmácziói bizonyítvány, mely Gyomán 1894-ben 4. kiadásban is megjelent.

Szerkesztette a Békésmegyei Közlöny c. társadalmi s politikai lapot 1881. április 1-től, 1885. december 31-ig; a Gyakorlati Bibliamagyarázatok c. szakfolyóiratot 1881-ben Békéscsabán, 1882−84-ben Mezőtúron, 1885-től Gyomán.
Kéziratban: Egyházszertartási szent beszédek és Nyugalom réve (családi imakönyv.)

## Álnevei és jegyei
Julius, Népbarát, Botond, Sincerus, G., 7., 1., 17., 23., 14., ***.